# معدن العظام

صورة لمسح مجهري إلكتروني لمعادن العظام

معدن العظام (أيضاً تسمى طور العظام غير العضوي، ملح العظام أو عظام الأباتيت) وهو المكون اللاعضوي للنسيج العظمي.
يتكون معدن العظام من هيدروكسيل أباتيت الحاوي على مجموعة كربونات محل مجموعة الهيدروكسيل، مع نسبة منخفضة من التبلور.
يكون لمعدن العظام بنى من الهياكل الكروية والمسطحة، المتوزعة بين ألياف الكولاجية في العظام بعد مشكلة هيكلاً أكبر.